# Hugh Lloyd-Jones
Hugh Lloyd-Jones (Saint Peter Port, 21 september 1922 - Wellesley, 5 oktober 2009) was een Brits klassiek filoloog.
Tijdens de Tweede Wereldoorlog was hij als in India gestationeerd. Na studies klassieke filologie aan het "Jesus College" van de Universiteit van Cambridge werd hij daar benoemd tot Fellow. In 1954 stapte hij over naar het "Corpus Christi College" in Oxford, waar hij E.P. Warren prelector klassieke filologie werd. In 1960 werd hij "regius professor" Grieks aan de Universiteit van Oxford. In 1989 ging hij op emeritaat en werd hij verheven tot de adelstand. Lloyd-Jones was onder meer mede-uitgever van de reeks monografieën Hypomnemata.

## Boeken
- Lloyd-Jones, Hugh. Blood for the Ghosts: Classical Influences in the Nineteenth and Twentieth Centuries. Baltimore: Johns Hopkins University Press, 1983.
- Classical Survivals: The Classics in the Modern World. London: Duckworth, 1982.
- Greek Comedy, Hellenistic Literature, Greek Religion, and Miscellanea: The Academic Papers of Sir Hugh Lloyd-Jones. Oxford: Oxford University Press, Clarendon Press, 1990.
- Greek Epic, Lyric, and Tragedy: The Academic Papers of Sir Hugh Lloyd Jones. Oxford: Oxford University Press, Clarendon Press, 1990.
- Greek in a Cold Climate. London: Duckworth, 1991.
- The Justice of Zeus, 2nd ed. Sather Classical Lectures, no. 42. Berkeley: University of California Press, 1983.
- Mythical Beasts. London: Duckworth, 1980.
- Myths of the Zodiac. New York: St. Martin's, 1978.
- Lloyd-Jones, Hugh, ed. Females of the Species: Semonides on Women. Park Ridge, NJ: Noyes, 1975.
- Lloyd-Jones, Hugh, and Nigel Guy Wilson. Sophoclea: Studies on the Text of Sophocles. Oxford: Oxford University Press, Clarendon Press, 1990.
- Sophocles: Second Thoughts. Hypomnemata, no. 100. Göttingen : Vandenhoeck und Ruprecht, 1997.
- Lloyd-Jones, Hugh, and Nigel Guy Wilson, eds. Sophoclis Fabulae. Scriptorum classicorum bibliotheca Oxoniensis (Oxford Classical Texts). New York: Oxford University Press, 1990.